# Pseudanthessius procurrens
Pseudanthessius procurrens är en kräftdjursart som beskrevs av Humes 1966. Pseudanthessius procurrens ingår i släktet Pseudanthessius och familjen Pseudanthessiidae. Inga underarter finns listade i Catalogue of Life.